# Perle de Puerto
La perle de Puerto est la plus grosse perle jamais découverte. Elle a été pêchée dans un tridacne géant de la mer des Philippines par une famille philippine de Puerto Princesa. Comme la précédente plus grosse perle, la perle d'Allah, elle n'a pas la forme classique sphérique d'une perle. Elle mesure 67 cm de long, 30 cm de large et pèse 34 kilos. Elle ne fut révélée au public qu'en août 2016, une dizaine d'années après sa découverte.